# 紐約市地下蒸汽系統

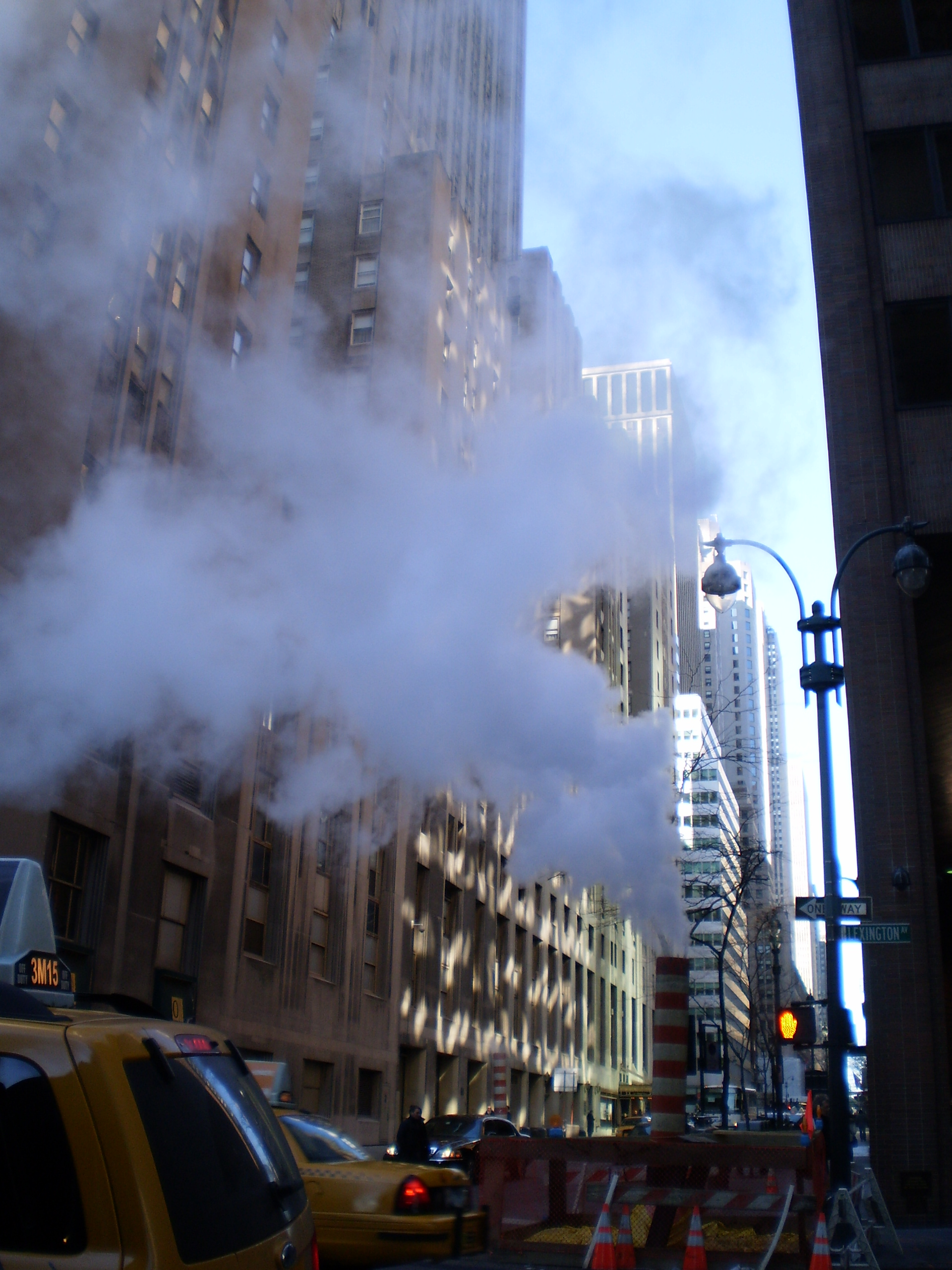
萊辛頓大道上冒出地面的蒸汽

紐約市地下蒸汽系統是一個通過曼哈頓街道的地下蒸汽管,向高樓大廈和企業供热，供冷，和提供电力。這些蒸汽來自中央發電廠發電後釋出的蒸汽。部份紐約的企業和設施使用這些蒸汽清洗和消毒。
紐約蒸汽公司於1882年3月3日在曼哈頓下城開始提供蒸汽服務。今天，聯合愛迪生公司經營規模世界上最大的商業蒸汽系統。該系統名為Con Edison Steam Operations，提供蒸汽近2000家客戶，服務超過10萬的商業及住宅單位。每年大約有24 × 109英磅（11,000,000公噸）蒸汽的流量通過該系統。

## 用途
蒸汽為紐約的許多建築提供熱量和冷量。蒸氣系統也為藝術博物館提供濕度，為餐廳提供蒸氣清洗餐具，以及其他用途。

## 参阅
- 热电联产

## 外部連結
- Con Edison Steam Operations （页面存档备份，存于）
- Con Ed History
- Gotham Gazette Article on Steam